# Schloss Lackenbach
Das Schloss Lackenbach (ungarisch Lakompaki kastély) ist ein Wasserschloss und steht südöstlich des Ortes Lackenbach im Burgenland, Österreich. Es steht unter der Verwaltung der Esterhazy Betriebe AG.

## Geschichte und Beschreibung
Das Wasserschloss wurde in den Jahren 1548 bis 1552 unter Erasmus von Teufel erbaut und unter  Erzbischof Nicolaus Oláh mit dem Architekten Geronimo Mariano erweitert. Im Jahre 1618 gelangte das Schloss in Besitz von Graf Nikolaus Esterházy. Im Jahre 1787 brannte das Schloss teilweise ab, danach wurde der Nordwestflügel aufgrund von Umbauarbeiten abgerissen. Der Wassergraben ist noch teilweise erhalten.
Das Schloss besteht aus einem zweigeschoßigen Hauptbau mit einem langgestreckten ebenerdigen Wirtschaftsgebäude und einem Verwalterstöckl. Das rundbogige Hauptportal hat noch die Rollen der ehemaligen Zugbrücke. Über dem Hauptportal befindet sich eine Marienstatue und ein Doppelwappen Esterházy-Dersffy.
Seit 2002 steht Schloss Lackenbach unter der Verwaltung der Esterhazy Betriebe AG. Ab 1997 wurde es zum Naturmuseum ausgebaut und ist außerdem Austragungsort von Ausstellungen zur Geschichte des Schlosses sowie der höfischen Jagd. Diese kulturelle Öffnung entspricht den in der Satzung der Esterhazy Betriebe festgelegten Verpflichtungen und denen der hinter dem Unternehmen stehenden Stiftungen.

## Galerie

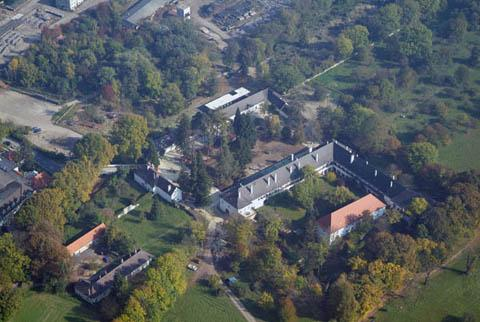
Luftbild vom Schloss
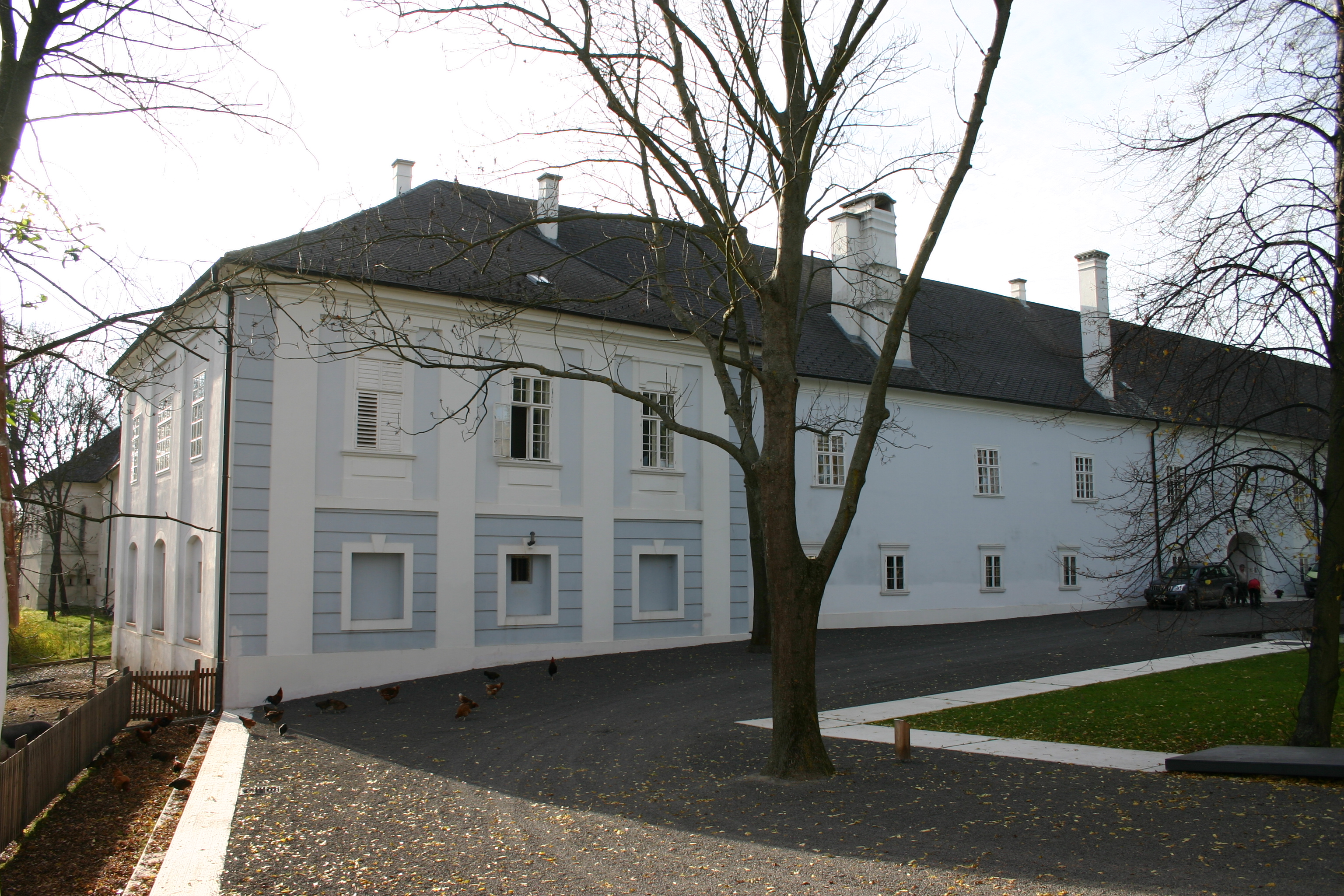
Schlossansicht von Osten
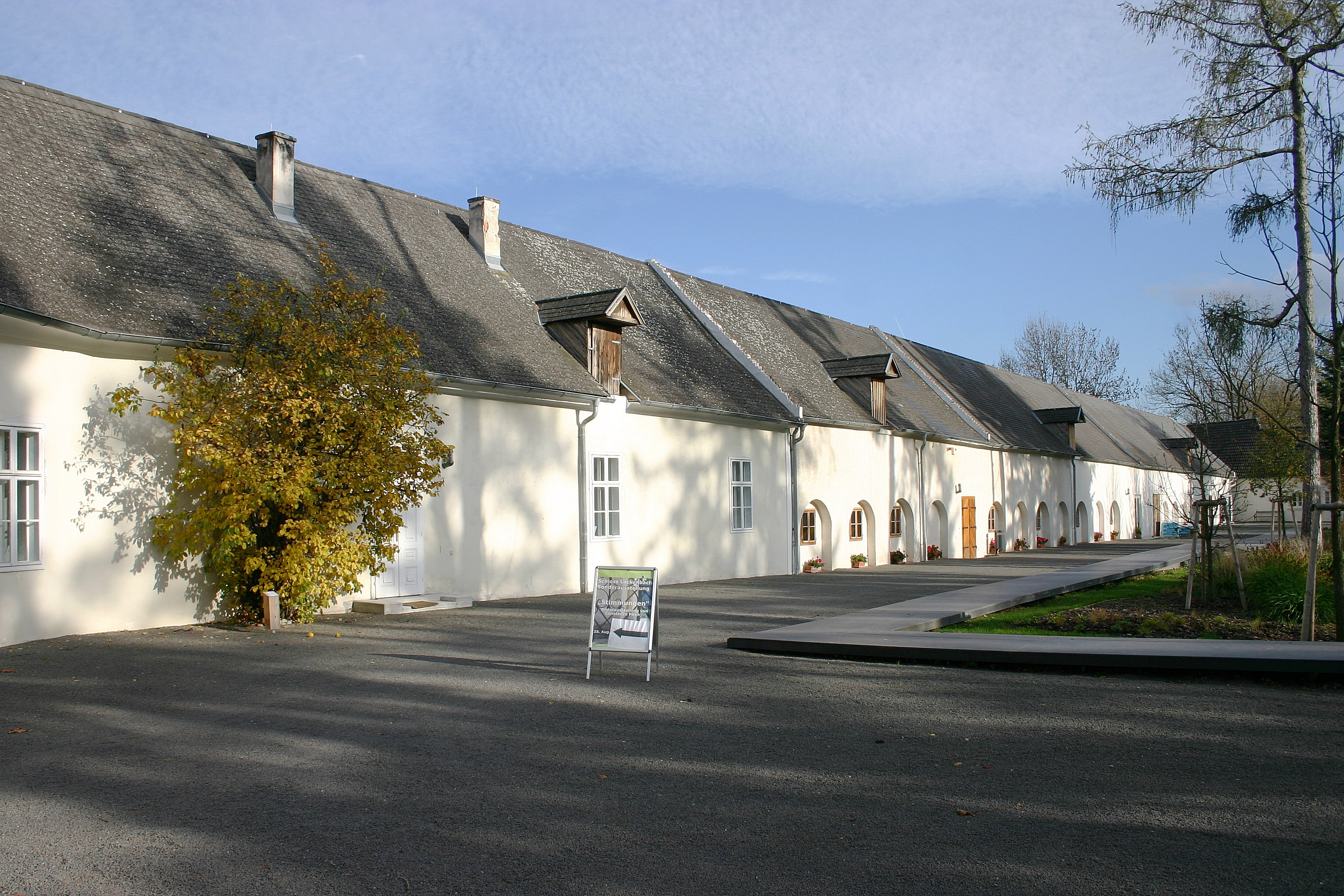
Wirtschaftstrakt im Schlosshof
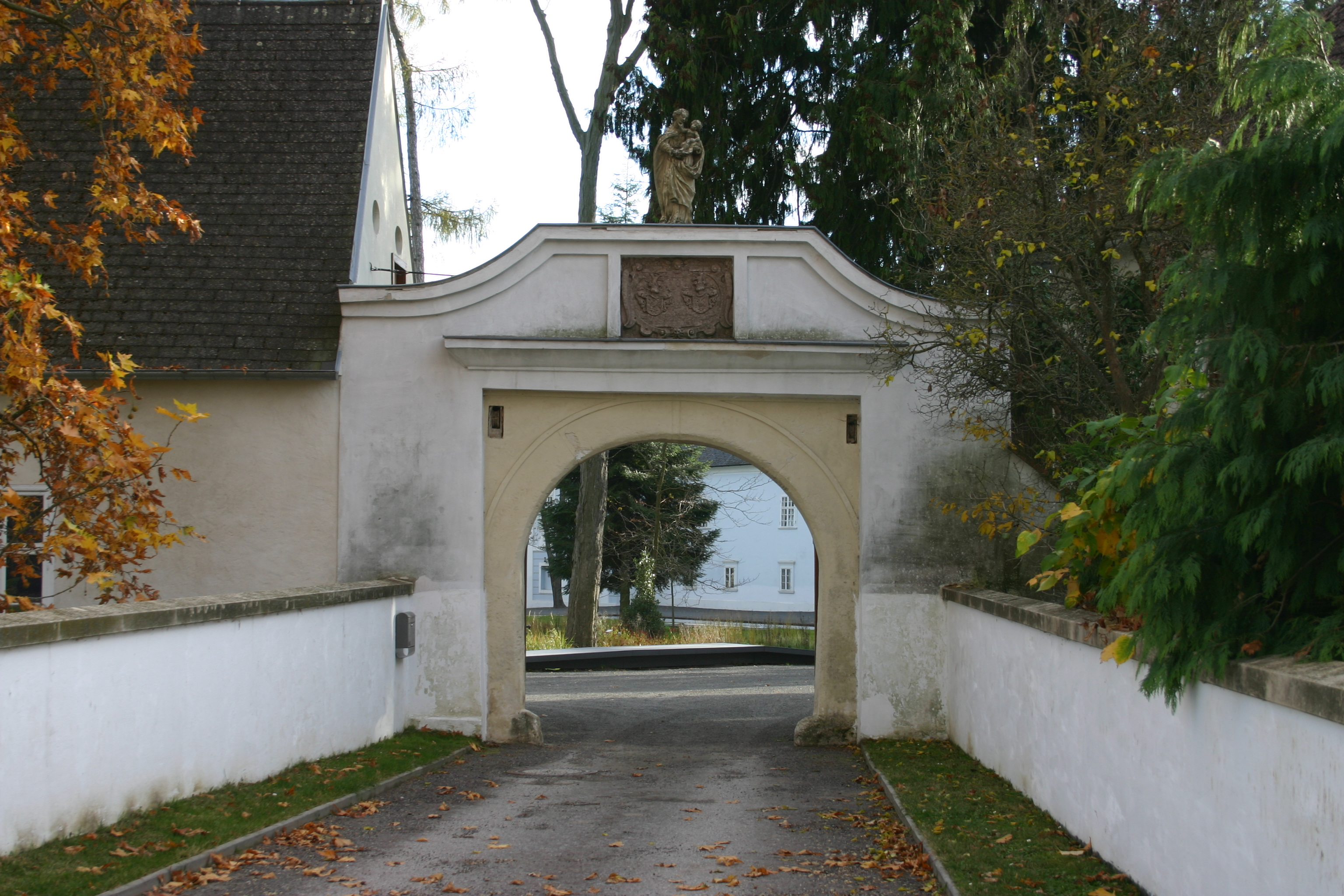
Portal zum Schloss Lackenbach
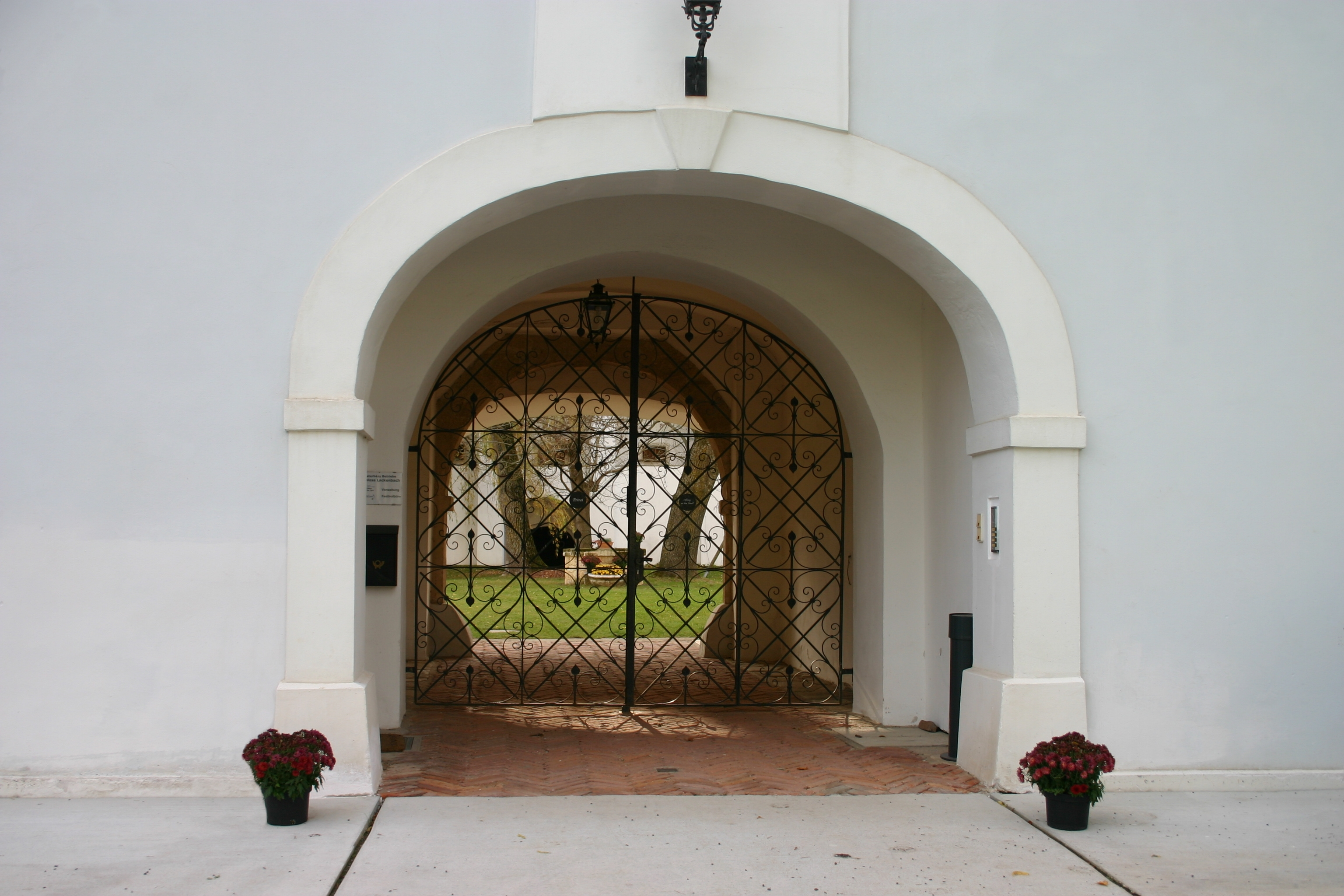
Schlosstor zum Innenhof
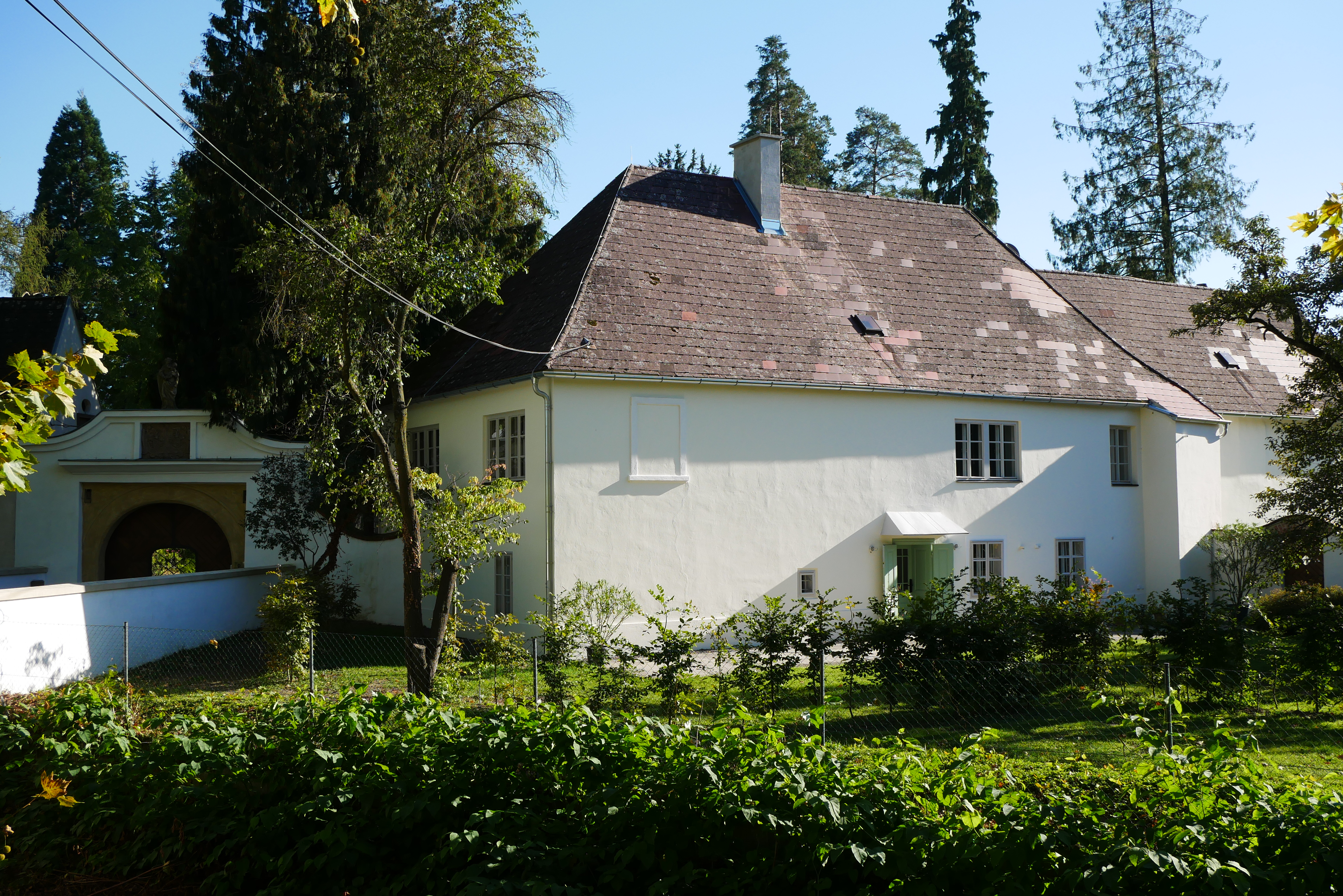
Gästehaus Oberjäger von der Gartenseite